# Блестящ кравешки трупиал
Блестящ кравешки трупиал (Molothrus bonariensis) е вид птица от семейство Трупиалови. Известна е още като лъскава кравица. Размножава се в по-голямата част от Южна Америка, с изключение на гъстите гори и районите с голяма надморска височина. От 1900 г. ареалът на лъскавите кравици се измества на север и е регистриран на Карибските острови, както и в Съединените щати, където се среща в Южна Флорида. Това е птица, която живее на открити местообитания, включително на земи засегнати от земеделска дейност и обезлесяване.

## Разпространение
Видът е разпространен в Ангуила, Антигуа и Барбуда, Аржентина, Американските Вирджински острови, Барбадос, Боливия, Бразилия, Британските Вирджински острови, Венецуела, Гренада, Гваделупа, Гвиана, Доминика, Доминиканската република, Еквадор, Канада, Колумбия, Коста Рика, Куба, Мартиника, Монсерат, Панама, Парагвай, Перу, Пуерто Рико, Сейнт Китс и Невис, Сейнт Лусия, Сейнт Винсент и Гренадини, Суринам, САЩ, Тринидад и Тобаго, Уругвай, Френска Гвиана, Хаити и Чили.